# Kchaj-pching (Kuang-tung)
Okres Kchaj-pching (čínsky pchin-jinem Kāipíngshì, znaky zjednodušené 开平市, tradiční 開平市) je městský okres v městské prefektuře Ťiang-men v provincii Kuang-tung blízko jižního pobřeží Čínské lidové republiky v deltě Perlové řeky. Má rozlohu 1659 čtverečních kilometrů a bezmála sedm set tisíc obyvatel.

## Poloha
Kchaj-pching samotný leží přibližně 110 kilometrů jihozápadně od městského jádra Kuang-tungu.

## Dějiny
V roce 1993 byla do Kchaj-pchingu přičleněna tři blízká města: Čchang-ša, Sin-čchang a Ti-chaj. Proto se mu někdy přezdívá Malý Wu-chan.
V posledních dvou stoletích obyvatelé Kchaj-pingu masivně emigrovali, takže po světě žije dnes zhruba tři čtvrtě miliónu lidí kchajpingského původu, víc než v samotném Kchaj-pingu.

## Kultura
Významnou historickou památkou a turistickou atrakcí okresu jsou železobetonové opevněné obytné věže tiao-lou, hlavně z počátku 20. století, které patří od roku 2007 do seznamu světového dědictví UNESCO.